# Терениха
Терениха — деревня в Харовском районе Вологодской области.
Входит в состав Кумзерского сельского поселения, с точки зрения административно-территориального деления — в Кумзерский сельсовет.
Расстояние по автодороге до районного центра Харовска — 53 км, до центра муниципального образования Кумзера — 4 км. Ближайшие населённые пункты — Анфалиха, Крюковская, Цариха, Жуковская, Опуринская, Тимошинская.
По данным переписи в 2002 году постоянного населения не было.